# Catastrofa rutieră din Puisseguin
Catastrofa rutieră din Puisseguin se referă la un accident rutier de proporții ce a avut loc lângă Puisseguin, o comună din arondismentul Libourne, la ora locală 7:30. Un autocar și un camion s-au ciocnit frontal, ambele luând foc imediat după impact. 43 de oameni, majoritatea pensionari, și-au pierdut viața în urma accidentului. Doar opt pasageri ai autocarului au reușit să scape prin ușa din față, inclusiv șoferul.
Potrivit martorilor, șoferul mastodontului încărcat cu bușteni a virat pe partea greșită a drumului și a ieșit în calea autocarului. În urma impactului, cele două vehicule au luat foc. Mai mult de 50 de pompieri au sosit la fața locului pentru a stinge incendiul.
Accidentul este cel mai grav în Franța ultimilor 30 de ani, de când 53 de oameni, dintre care 44 copii, au murit în alt accident de autocar în 1982.

## Context

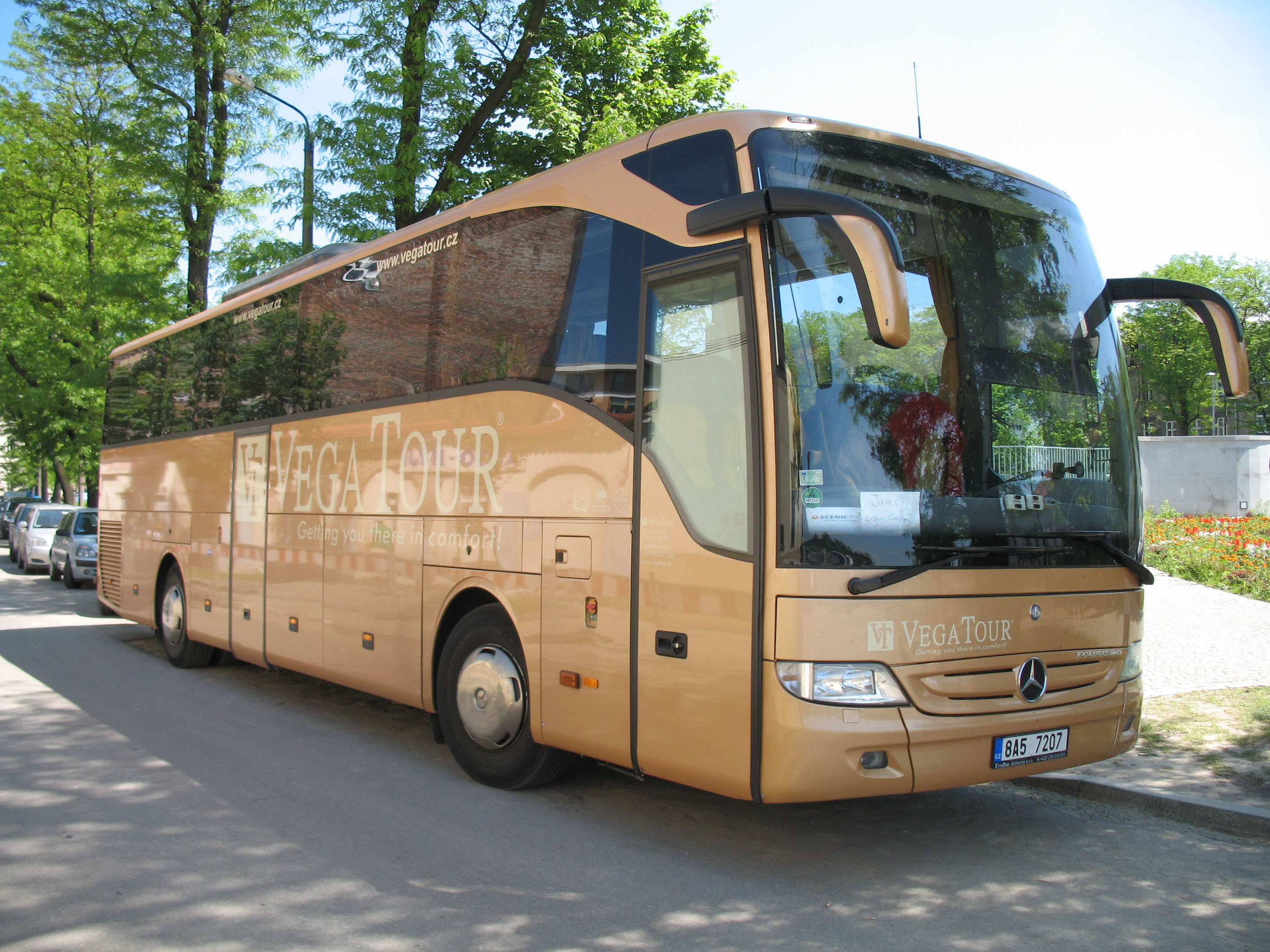
Autocar asemănător celui implicat în accident: Mercedes-Benz Tourismo

În dimineața zilei de 23 octombrie, un autocar Mercedes-Benz Tourismo a părăsit localitatea Petit-Palais-et-Cornemps cu 48 pensionari la bord și șoferul de 30 de ani, originar din Libourne, pentru o excursie în Arzacq-Arraziguet, departamentul Pyrénées-Atlantiques. Camionul era condus de un șofer de 31 de ani, Cyril Aleixandre, însoțit de fiul său de trei ani, originari din Saint-Germain-de-Clairefeuille. Acesta făcea o livrare de lemne pentru o companie de transport din departamentul Orne. Ambii șoferi au fost descriși de angajatorii lor ca fiind șoferi experimentați.

## Victime
43 de oameni și-au pierdut viața, toți francezi. Majoritatea victimelor erau membrii unei asociații a persoanelor în vârstă din Petit-Palais-et-Cornemps, o localitate învecinată. Printre victime se numără un băiat de trei ani și șoferul camionului. Potrivit ziarului local Sud-Ouest, 49 de oameni erau la bordul autocarului. Alte opt persoane au reușit să iasă din autocar. Doi pasageri au fost spitalizați cu răni la cap, alți doi cu arsuri, în timp ce patru oameni au suferit răni mai puțin grave. Unul dintre cei răniți a fost șoferul unei mașini care a oprit și a încercat să ajute oamenii să scape dintre flăcări.

## Reacții
Prim-ministrul Manuel Valls a vizitat Puisseguin la câteva ore de la accident, împreună cu miniștri de interne Bernard Cazeneuve și transporturilor Alain Vidalies. "E un șoc teribil... astăzi Franța și poporul francez sunt în doliu", a declarat Valls, spunând de asemenea că o anchetă pentru determinarea cauzei accidentului a fost demarată de experți la locul tragediei. Aflat în Grecia, președintele François Hollande a declarat că guvernul francez a fost complet mobilizat în fața acestei "tragedii teribile", exprimându-și totodată condoleanțele pentru familiile victimelor.

### Reacții internaționale
- Germania: Deputatul european Manfred Weber și-a exprimat "solidaritatea sa cu poporul francez".
- Grecia: Prim-ministrul Alexis Tsipras și-a exprimat tristețea în timpul unei conferințe de presă comună cu președintele francez François Hollande la Atena.[18]
- Rusia: Vladimir Putin a transmis printr-un comunicat sprijinul său și condoleanțe victimelor accidentului de autocar, sperând la o "recuperare rapidă a răniților".[18]
- Spania: Prim-ministrul Mariano Rajoy a adresat pe Twitter condoleanțe poporului francez.[19]